# محمد طابق
محمد طابق المعروف باسم حرودي ممثل جزائري من مواليد شهر مارس 1968م توقف عن الدراسة في السنة الخامسة ابتدائي، كان ولوجه لعالم الفكاهة سنة 1993 مع فرقة التضامن صدفة وبتشجيع من أحد الأصدقاء، حيث تحصل على جائزة أحسن ممثل لمسرح الهواة، من خلال مسرحية "الناس الكبار في بيوت النسيان"، وتوّج بجائزة أحسن ممثل بالمهرجان الوطني للأغنية الفكاهية بوهران سنة 1996، بالإضافة إلى جائزة حديدوان التي نظمتها لجنة الحفلات لولاية وهران، وشارك في مهرجان الضحك ببوسماعيل. أما خارج الوطن فقام بدورة مع بختة بمقاطعتي مارسيليا وغرونوبل في فرنسا سنة.2
أطلق على نفسه اللقب حرّودي بعد أن تقمص دور شرير في إحدى المسرحيات التي قدّمها.

## أفلامه
أفلام في CD :
- عرجونة
- أنا وعمي
- مسك مقيل
- أس. أو. أس كاشير
- جيمس بوند 0031
- الشواف
- الشواف 2
- ضيف الغفلة
- عايلة هايلة
- الدراهم الباردين

في التلفزيون:
- لخضر والبيروقراطية 2008
- الغلطة بين المال و المال
- الحيلة